# Universitätsstadt

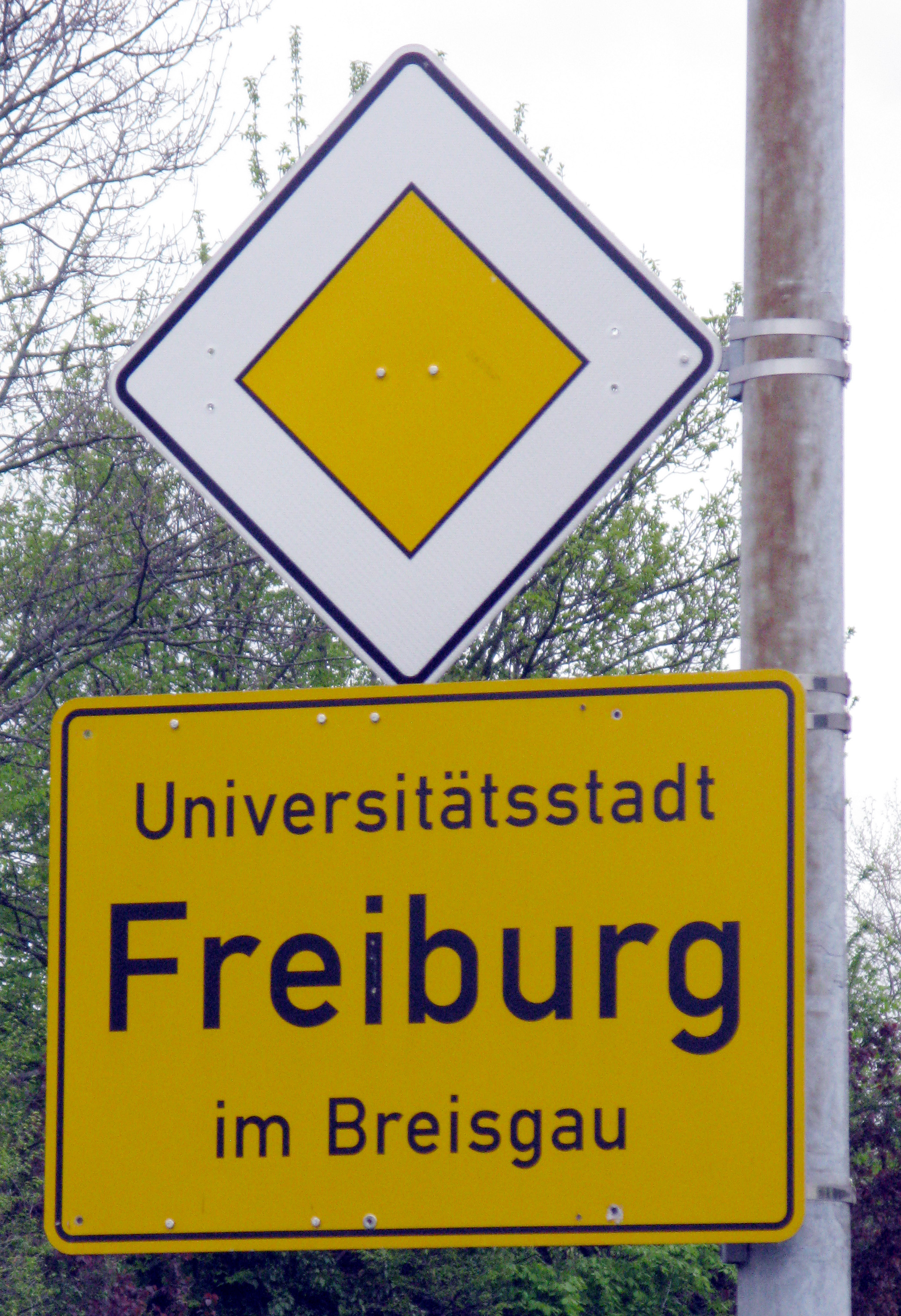
Die Ortstafel von Freiburg im Breisgau mit dem Zusatz Universitätsstadt

Eine Universitätsstadt ist eine Stadt, die Sitz einer Universität ist. Bei anderen akademischen Einrichtungen werden auch die Bezeichnungen Hochschulstadt oder Fachhochschulstadt verwendet.

## Deutschland
Viele deutsche Städte führen die Bezeichnung Universitätsstadt zusätzlich zu ihrem Stadtnamen. Bei vielen Großstädten hat die Bezeichnung eine geringere Bedeutung, wenn auch andere und aussagekräftigere Bezeichnungen vorhanden sind. So ist beispielsweise Berlin vorrangig Bundeshauptstadt, München Landeshauptstadt und Bremen Hansestadt. Gleichwohl gibt es auch unter den Großstädten einige, die aus Traditionsgründen ausdrücklich auf ihren Status als Universitätsstadt verweisen, etwa Würzburg, Heidelberg, Freiburg im Breisgau, Kiel oder Rostock. Göttingen bezeichnet sich mit einem Wortspiel als Stadt, die Wissen schafft. Insbesondere für Mittelstädte ist diese Bezeichnung aber oft besonders wichtig, beispielsweise für Tübingen, Passau, Marburg oder Greifswald. Dabei wird die Bezeichnung Universitätsstadt oft auf der Ortstafel und auf Briefköpfen verwendet. Beispiele für eine Hochschulstadt sind Mittweida in Sachsen oder Traunstein in Bayern.
In Thüringen sind „Hochschulstadt“ und „Universitätsstadt“ amtliche Bezeichnungen nach der Thüringer Gemeinde- und Landkreisordnung, die von der Landesregierung verliehen werden.
In Baden-Württemberg beschloss der Landtag am 2. Dezember 2020 auf Vorschlag von Innenminister Thomas Strobl eine Änderung der Gemeindeordnung, mit der es Gemeinden seit dem 1. Januar 2022 einfacher geworden ist, Zusatzbezeichnungen zu führen. Seither tragen die folgenden baden-württembergischen Städte aufgrund der Einrichtungen die Zusatzbezeichnung „Hochschulstadt“: Albstadt, Biberach an der Riß, Geislingen an der Steige, Heidenheim an der Brenz, Mosbach, Riedlingen, Sigmaringen, Künzelsau und Weingarten.

## Österreich
Neben Wien gelten insbesondere Graz, Innsbruck, Linz, Salzburg, Klagenfurt, Krems und Leoben als Universitätsstädte in Österreich.
In Österreich ist Universitätsstadt nicht auf Ortstafeln zu finden; der Begriff wird aber gelegentlich benutzt, wenn in einem Text auf den Status einer Stadt als Universitätsstandort hingewiesen werden soll.

## Schweiz

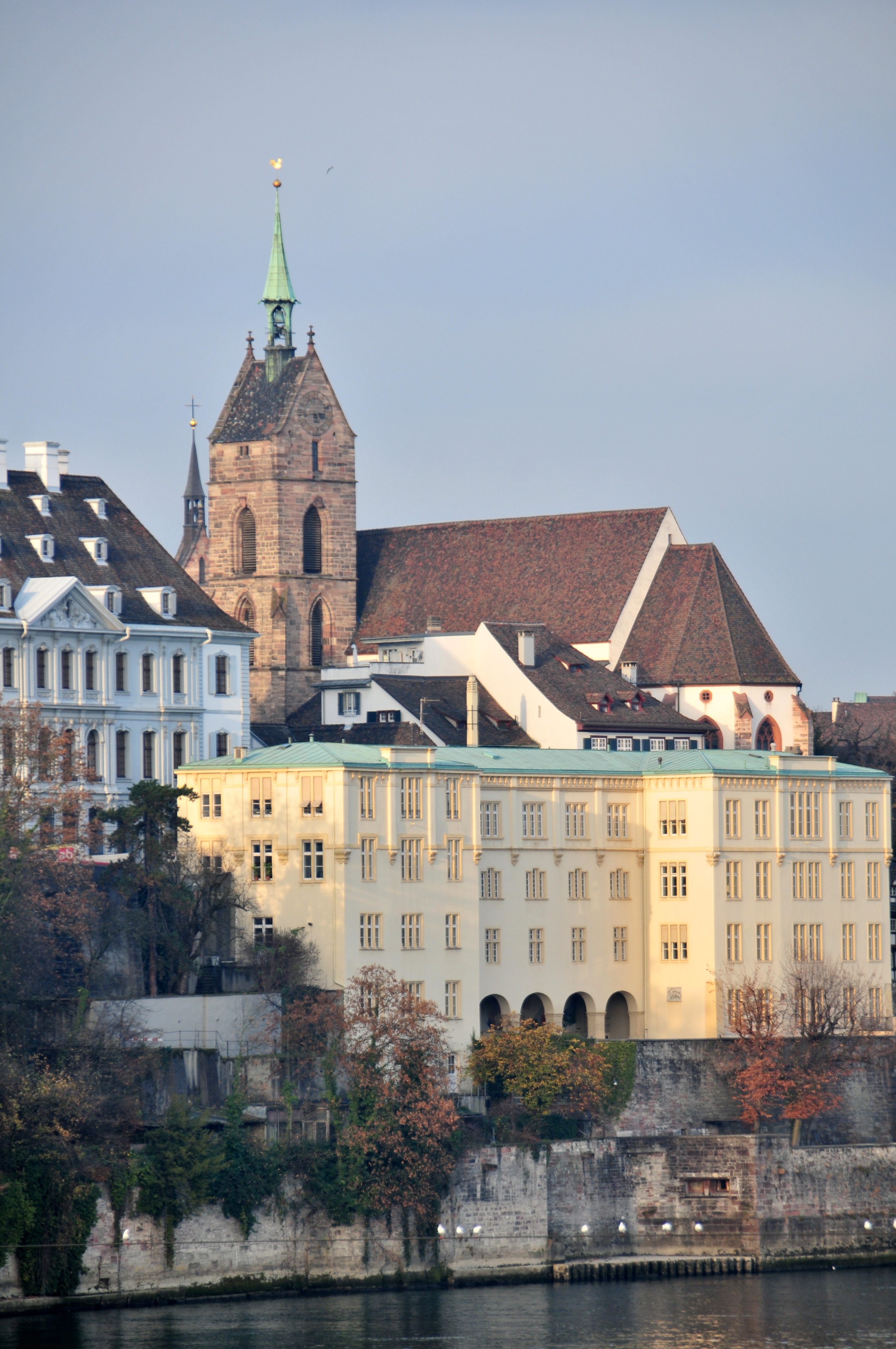
Die Stadt Basel beherbergt die älteste Universität der Schweiz (1460).

Neben den Großstädten Zürich, Genf, Basel, Bern und Lausanne verfügen in der Schweiz auch die kleineren Städte Freiburg i. Ü., Lugano, Mendrisio, Luzern, Neuenburg und St. Gallen über eine Universität und werden durch den resultierenden hohen Anteil an Studenten (beispielsweise zählt die Universität Freiburg rund 10.000 Studenten bei etwa 33.000 Einwohnern) teilweise besonders stark mit dieser assoziiert.
In der Schweiz ist Universitätsstadt nicht auf Ortstafeln zu finden; der Begriff wird aber gelegentlich benutzt, wenn in einem Text auf den Status einer Stadt als Universitätsstandort hingewiesen werden soll.

## Frankreich
Neben Paris gelten Aix-en-Provence/Marseille, Angers, Bordeaux, Caen, Clermont-Ferrand, Grenoble, La Rochelle, Lille, Lyon, Montpellier, Nancy, Nantes, Poitiers, Rennes, Straßburg, Toulouse und Tours und  als bedeutende Universitätsstädte.

## Niederlande
Die Stadt Groningen mit 203.675 Einwohnern und 55.000 Studenten der dortigen Rijksuniversiteit hat einen diesbezüglichen Anteil von 24,37 %. Weitere wichtige Universitätsstandorte sind Amsterdam, Leiden, Utrecht, Rotterdam, Delft, Wageningen, Nijmegen und Maastricht.

## Historisch
Häufig ist die Bezeichnung Universitätsstadt auch im historischen Kontext zu verstehen, beispielsweise um auf die besonders lange Tradition als Universitätsstandort hinzuweisen. Als Beispiele sind diesbezüglich die 1348 von Kaiser Karl IV. gegründete Universität in Prag, die englischen Universitätsstandorte Oxford und Cambridge, das italienische Bologna, oder die deutschen Universitätsstädte Heidelberg, Tübingen, Würzburg, Marburg und Wittenberg zu nennen, in der Schweiz hingegen vornehmlich die Stadt Basel.
Historische Universitätsstädte des Spätmittelalters und der Frühen Neuzeit bis zur Französischen Revolution 1789 im heute deutschsprachigen Raum:
| Stadt                  | Land                                                        | Universitäts- gründung                                                             | Bemerkungen |
| ---------------------- | ----------------------------------------------------------- | ---------------------------------------------------------------------------------- | --- |
| Wien                   | Österreich                                                  | 1365                                                                               | Älteste Universität im heutigen deutschsprachigen Raum |
| Erfurt                 | Kurmainz                                                    | 1379/1389/1392/1994 (Stiftungsprivileg bzw. Aufnahme Lehrbetrieb bzw. Neugründung) | Geschlossen zwischen 1816 und 1994 |
| Heidelberg             | Kurpfalz                                                    | 1386                                                                               | Älteste deutsche Universität mit durchgängigem Lehrbetrieb |
| Köln                   | Reichsstadt Köln                                            | 1388                                                                               | Geschlossen zwischen 1794 und 1919 |
| Würzburg               | Hochstift Würzburg                                          | 1402                                                                               | Geschlossen zwischen 1413 und 1582 |
| Leipzig                | Kursachsen                                                  | 1409                                                                               | |
| Rostock                | Mecklenburg                                                 | 1419                                                                               | |
| Greifswald             | Pommern                                                     | 1456                                                                               | |
| Freiburg im Breisgau   | Vorderösterreich                                            | 1457                                                                               | |
| Basel                  | Reichsstadt Basel                                           | 1459                                                                               | |
| Ingolstadt             | Bayern                                                      | 1472                                                                               | 1800 nach Landshut und von dort 1826 nach München verlegt, heute LMU München |
| Trier                  | Kurtrier                                                    | 1473                                                                               | Geschlossen zwischen 1798 und 1970 |
| Mainz                  | Kurmainz                                                    | 1476                                                                               | Geschlossen zwischen 1798 und 1946 |
| Tübingen               | Württemberg                                                 | 1477                                                                               | |
| Wittenberg             | Kursachsen 1                                                | 1502                                                                               | Geschlossen 1813 |
| Frankfurt an der Oder  | Kurbrandenburg                                              | 1506                                                                               | Geschlossen zwischen 1811 und 1992 |
| Marburg                | Hessen                                                      | 1527                                                                               | Geschlossen zwischen 1649 und 1653 |
| Dillingen an der Donau | Hochstift Augsburg                                          | 1553                                                                               | Geschlossen 1803 |
| Jena                   | Thüringische Staaten 2                                      | 1558                                                                               | |
| Helmstedt              | Braunschweig                                                | 1576                                                                               | Geschlossen 1810 |
| Würzburg               | Hochstift Würzburg                                          | 1582                                                                               | Wiedergründung |
| Graz                   | Herzogtum Steiermark                                        | 1585                                                                               | |
| Gießen                 | Hessen-Darmstadt 3                                          | 1607                                                                               | |
| Paderborn              | Hochstift Paderborn                                         | 1614                                                                               | Heute Theologische Fakultät Paderborn |
| Rinteln                | Schaumburg/Lippe                                            | 1619                                                                               | Geschlossen 1809 |
| Salzburg               | Erzstift Salzburg                                           | 1622                                                                               | 1810 geschlossen, 1962 wiedereröffnet |
| Altdorf                | Reichsstadt Nürnberg                                        | 1623                                                                               | Geschlossen 1809 |
| Osnabrück              | Hochstift Osnabrück                                         | 1629                                                                               | Geschlossen zwischen 1633 und 1974 |
| Kassel                 | Hessen-Kassel 4                                             | 1633                                                                               | 1633 wurde die Universität Marburg temporär nach Kassel verlegt und 1653 zurück nach Marburg. Eröffnung der Gesamthochschule Kassel und später Universität Kassel 1970                                                            |
| Bamberg                | Hochstift Bamberg                                           | 1648                                                                               | Geschlossen zwischen 1803 und 1972 |
| Kiel                   | Schleswig/Holstein                                          | 1652                                                                               | |
| Duisburg               | Kurbrandenburgisches Herzogtum Kleve                        | 1654                                                                               | Geschlossen zwischen 1818 und 1972 |
| Innsbruck              | Tirol                                                       | 1669                                                                               | |
| Halle                  | Kurbrandenburgisches Herzogtum Magdeburg                    | 1693                                                                               | Seit 1817 vereinigt mit der ehemaligen Universität Wittenberg |
| Fulda                  | Hochstift Fulda                                             | 1734                                                                               | Geschlossen 1805 |
| Göttingen              | Kurhannover                                                 | 1737                                                                               | |
| Erlangen               | Kurbrandenburgische Fürstentümer Bayreuth und Ansbach       | 1743                                                                               | |
| Bützow                 | Mecklenburg 5                                               | 1760                                                                               | Geschlossen 1789 |
| Freiberg               | Kursachsen                                                  | 1765                                                                               | Älteste noch bestehende montanwissenschaftliche Bildungseinrichtung der Welt |
| Hannover               | Roßarzney-Schule (heute: Tierärztliche Hochschule Hannover) | 1778                                                                               | |
| Münster                | Hochstift Münster                                           | 1780                                                                               | Zwischen 1818 und 1902 nur Akademie |
| Stuttgart              | Württemberg                                                 | 1781                                                                               | Die sogenannte Hohe Karlsschule im Schloss Solitude bestand zwischen 1770 und 1794, die heutige Universität Stuttgart gibt es seit 1967 (zwischen 1876/90 und 1967 Technische Hochschule, siehe Universität Stuttgart#Geschichte) |
| Bonn                   | Kurköln                                                     | 1784                                                                               | Geschlossen zwischen 1798 und 1818 |

## Studierendendichte
Analog zur Arbeitsplatzdichte wird häufig auch von der Studierendendichte gesprochen. Sie gibt den Anteil der Studenten an der Bevölkerung an (Studenten je 1.000 Einwohner). In Deutschland besitzt die Stadt Mittweida mit 7.050 Studenten bei ca. 14.900 Einwohnern die höchste Studierendendichte (entspricht ca. 48 %). Weitere Städte mit sehr hoher Studierendendichte sind Gießen, Furtwangen, Wildau, Marburg, Birkenfeld, Tübingen, Eichstätt, Clausthal-Zellerfeld und Göttingen.